# Крістіна Адела Фойшор
Крістіна Адела Фойшор (рум. Cristina-Adela Foișor; (7 червня 1967, Петрошань — 21 січня 2017, Тімішоара) — колишня румунська шахістка та шаховий тренер (має титул Тренер ФІДЕ від 2013 року), гросмейстер серед жінок від 1991 року, має також титул міжнародного майстра серед чоловіків від 1997 року.
Її рейтинг станом на січень 2016 року — 2257 (5888-е місце у світі, 4-е серед шахісток Румунії).

## Шахова кар'єра
Із середини 80-х років XX століття Крістіна Адела Фойшор є однією із найсильніших румунських шахісток. Неодноразово виступала у фіналі особистої першості країни, на яких виграла 8 медалей, серед яких 5 золотих (1989, 1998, 2011, 2012, 2013), дві срібні (1988, 2000) та одну бронзу (2010).
Крістіна Адела Фойшор неодноразово представляла Румунію на командних турнірах, а саме:
- Дванадцять разів на шахових олімпіадах — 1988, 1990, 1992, 1994, 1996 та 1998, 2000, 2002, 2004, 2006, 2010 та 2012[6];
- Один раз на командному чемпіонаті світу у 2013 році[7];
- Сім разів на командних чемпіонатах Європи: 1992, 1997, 2001, 2003, 2005, 2011, 2013. В командній першості здобула одну срібну медаль (у 1997 році); в індивідуальній здобула срібло (1997 на другій шахівниці, також у 1997 здобула бронзу за рейтинговий результат[8];
- Тричі на командних чемпіонатах Балкан: у 1985, 1990, 1992 роках; на яких тричі здобула медалі змагань в командній першості — один раз золоту (1985) та двічі срібну (у 1990 та 1992 роках).[9]

Крістіна Адела Фойшор неодноразово брала участь у турнірах на першість світу серед жінок, у тому числі тричі у міжзональних турнірах — у 1991 році в Суботиці, 1993 року в Джакарті та 1995 року в Кишиневі. Завдяки зайнятому 7 місцю в 1993 році досягла найбільшого успіху в своїй кар'єрі, виборовши право участі у турнірі претенденток на жіночу шахову корону, який відбувся наступного року у Тілбурзі, на якому румунська шахістка посіла 8 місце. Після зміни формули розіграшу першості світу серед жінок на олімпійську ще двічі брала участь у першості світу: в 2001 році в Москві вдруге увійшла до десятки найсильніших шахісток світу, перегравши у III раунді турніру Елізабет Петц, але у IV раунді програла Сюй Юйхуа; а у 2006 році в Єкатеринбурзі програла вже в першому раунді Еліні Даніелян та вибула з розіграшу.
У своєму активі Крістіна Фойшор має також низку успіхів у міжнародних шахових турнірах, серед яких 2 місце (після Кетеван Арахамія-Грант) у Білі у 1990 році, розділене 2 місце (після Йожефа Пінтера) у Бадені в 2000 році, 1 місце у Кліші в 2002 році, 2 місце (після Олександра Сулипи) у Греноблі в 2002 році, розділене 1 місце (з Інною Гапоненко) у Бельфорі в 2003 році, 7 місце на чемпіонаті Європи у Дрездені в 2004 році, розділила 1 місце (разом із Монікою Соцко) на турнірі «Акрополіс» у Афінах у 2004 році, 1 місце у Марселі в 2005 році, 1 місце у Єрі в 2005 році, розділене 1 місце (разом із Єленою Косма та Ганною Затонських) у 2006 році у Марселі.
Найвищого рейтингу Крістіна Фойшор досягла 1 жовтня 2001 року, і з результатом 2444 займала 23 місце у рейтингу ФІДЕ.

## Смерть
Крістіна Адела Фойшор померла 21 січня 2017 року в Тімішоарі від раку.

## Особисте життя
Крістіна Адела Фойшор була одружена із румунським міжнародним майстром Овідіу Дору Фойшором. Дві дочки подружжя, Сабіна-Франческа (нар. 1989 року, гросмейстер, з 2008 року виступає за США) та Міхаела-Вероніка (нар. 1994 року, міжнародний майстер), є також відомими шахістками.

## Зміни рейтингу
| На цьому місці має відображатися графік чи діаграма, однак з технічних причин його відображення наразі вимкнено. Будь ласка, не видаляйте код, який викликає це повідомлення. Розробники вже працюють для того, щоби відновити штатне функціонування цього графіка або діаграми. | |
| | На цьому місці має відображатися графік чи діаграма, однак з технічних причин його відображення наразі вимкнено. Будь ласка, не видаляйте код, який викликає це повідомлення. Розробники вже працюють для того, щоби відновити штатне функціонування цього графіка або діаграми. |